# Fletcher Boats
Fletcher Boats Limited, früher Norman Fletcher Limited, ist ein britisches Unternehmen im Bereich Bootsbau und ehemaliger Hersteller von Automobilen.

## Unternehmensgeschichte
Norman Fletcher gründete Ende der 1950er Jahre das Unternehmen Norman Fletcher Limited in Walsall in der Grafschaft West Midlands und begann mit der Produktion von Booten. Außerdem entstanden bis 1967 einige Automobile. Der Markenname lautete Fletcher. 2002 geriet das Unternehmen in finanzielle Schwierigkeiten. Am 5. März 2003 wurde Fletcher Boats Limited gegründet und stellt nur noch Boote her. Direktoren sind Andrew Nicholas John Wyer und Antonia Wyer. Der Sitz ist in Wolverhampton.

## Automobile
1963 übernahm Norman Fletcher die Projekte von Ogle Design. Aus mehreren Prototypen machte er einen neuen Entwurf, der dem bisherigen Ogle SX 1000 weiterhin ähnelte. Das Modell, das 1967 erschien, hieß GT. Die Basis bildete der Mini. Die zweisitzige Coupé-Karosserie bestand aus Kunststoff. Ein Schweizer Händler bestellte 30 Fahrzeuge, aber da die British Motor Corporation die benötigten Teile nicht lieferte, konnte dieser Auftrag nicht ausgeführt werden. Insgesamt entstanden vier Fahrzeuge.